# Psammophilus blanfordanus
Psammophilus blanfordanus е вид влечуго от семейство Агамови (Agamidae). Видът не е застрашен от изчезване.

## Разпространение и местообитание
Разпространен е в Индия (Андхра Прадеш, Бихар, Гуджарат, Западна Бенгалия, Карнатака, Керала, Мадхя Прадеш, Ориса, Тамил Наду и Чхатисгарх).
Обитава скалисти райони, гористи местности и поляни в райони с тропически климат.

## Описание
Популацията на вида е стабилна.